# سنت-سرافین، کبک
سَنت-سِرافین (به فرانسوی: Sainte-Séraphine) قصبه‌ای در منطقه شهری آرتاباسکا ناحیه سانتر-دو-کبک در استان کبک کانادا است. در سرشماری سال ۲۰۱۱ این قصبه ۴۳۳ نفر جمعیت داشته‌است و مساحت آن ۷۵٫۷۳ کیلومتر مربع است.